# همه‌پرسی قانون اساسی جمهوری قره‌باغ کوهستانی (۲۰۱۷)
همه‌پرسی قانون اساسی ناگورنو-قره‌باغ در روز ۲۰ فوریهٔ ۲۰۱۷ در کشور به رسمیت شناخته نشدهٔ قره‌باغ کوهستانی برگزار شد. برای تأیید اعتبار همه‌پرسی ضرورت داشت که حداقل ۲۵ درصد از رأی‌دهندگان ثبت نام کننده در موافقت با آن رأی بدهند. همه‌پرسی با نزدیک به سه چهارم آرا به تصویب رسید.

## نتایج همه‌پرسی
| انتخاب                  | رأی‌دهندگان | درصد   |
| ----------------------- | ---------- | ------ |
| موافق                   | ۶۹۵۷۰      | ۹۰/۰۵  |
| مخالف                   | ۷۶۸۶       | ۹/۹۵   |
| آرای باطله              | ۲۱۷۲       | -      |
| مجموع                   | ۷۹۴۲۸      | ۱۰۰    |
| شرکت‌کنندگان در انتخابات | ۱۰۳۸۱۸     | ۷۶/۵۱۲ |
| منبع: سی‌ای‌سی            |            |        |